# Mistrzostwa Stanów Zjednoczonych w boksie 2014
Mistrzostwa Stanów Zjednoczonych w boksie 2014 − 124. edycja bokserskich mistrzostw Stanów Zjednoczonych Rywalizacja miała miejsce w Spokane, w hali Hub Sports Center. Zawodnicy rywalizowali w 10. kategoriach wagowych a zawody trwały od 20 do 25 stycznia.

## Medaliści
| Kategoria wagowa                 | Złoto             | Srebro           | Brąz                               |
| Waga papierowa (- 49 kg.)        | Leroy Davila      | Joshua Franco    | Melik Elliston Dominique Sosa      |
| Waga musza (- 52 kg.)            | Malik Jackson     | Shawn Simpson    | Aurel Love Marshall Sanchez        |
| Waga kogucia (- 56 kg.)          | JaRico O'Quinn    | Sharone Carter   | Ramon Cardenas Jesus Vasquez       |
| Waga lekka (- 60 kg.)            | Genaro Gamez      | Jousce Gonzalez  | Charles Vasquez                    |
| Waga półśrednia (- 64 kg.)       | Abraham Nova      | Efrain Estrada   | Thomas Mattice Alfonso Olvera      |
| Waga super-półśrednia (- 69 kg.) | Jose Alday        | Chardale Booker  | Jeremiah Millett Timothy Lee       |
| Waga średnia (- 75 kg.)          | LeShawn Rodriguez | Anthony Campbell | Bryan Flores Jonathan Esquivel     |
| Waga półciężka (- 81 kg.)        | Julius Butler     | Jasper McCargo   | Nico Valdes Dugon Lawton           |
| Waga ciężka (- 91 kg.)           | Joshua Temple     | Sardius Simmons  | Earl Newman Jr. Smbat Bagdassarian |
| Waga super-ciężka (+ 91 kg.)     | Cam Awesome       | Elvis Garcia     | Cassius Chaney Marcellus Williams  |